# Banja (distrikt i Bulgarien, Plovdiv)
Banja (bulgariska: Баня) är ett distrikt i Bulgarien.   Det ligger i kommunen Obsjtina Karlovo och regionen Plovdiv, i den centrala delen av landet, 120 kilometer öster om huvudstaden Sofia.
Trakten runt Banja består till största delen av jordbruksmark. Runt Banja är det ganska tätbefolkat, med 58 invånare per kvadratkilometer.